# Delio Onnis
Delio Onnis (ur. 24 marca 1948 w Giuliano di Roma) – argentyński piłkarz i trener, grający na pozycji napastnika. Najlepszy strzelec w historii rozgrywek najwyższego szczebla ligowego we Francji (299 goli).

## Kariera zawodnicza
Urodził się w Giuliano di Roma we Włoszech, ale swoją przygodę z futbolem rozpoczął jako 15-latek w argentyńskim Almagro Buenos Aires. W 1966 r. zadebiutował w pierwszym zespole tego klubu. Dwa lata później został zawodnikiem Gimnasia y Esgrima La Plata, w której grał przez 3 kolejne sezony. 
W 1971 r. wyjechał do Francji, by grać w Stade de Reims. Wysoka skuteczność sprawiła, że dwa sezony później kupiło go AS Monaco. W czasie gry w tym klubie dwukrotnie zostawał królem strzelców ligi, w sezonach 1974/75 i 1979/80. Zdobył wspólnie z drużyną mistrzostwo ligi w sezonie 1977/78 i puchar kraju w sezonie 1979/80. W ciągu 7 lat w klubie z Księstwa Monako rozegrał 232 spotkania i zdobył 187 bramek. 
Następnym jego zespołem był Tours FC, w barwach którego dwukrotnie zostawał królem strzelców ligi, w sezonach 1980/81 i 1981/82. W 1983 r. został graczem SC Toulon. W sezonie 1983/84 ex-aequo z Patrice Garandem z AJ Auxerre wywalczył tytuł króla strzelców. 
Podczas 14 sezonów zagrał w 449 spotkaniach Première Division, strzelając w nich 299 bramek, co czyni go najlepszym strzelcem w historii „francuskiej ekstraklasy” (dodatkowo zdobył 30 goli w 32 meczach Division 2). Karierę zawodniczą zakończył w trakcie sezonu 1985/86, na skutek poważnej kontuzji.
| Sezon   | Drużyna        | Liga              | Mecze | Bramki |
| ------- | -------------- | ----------------- | ----- | ------ |
| 1971/72 | Stade de Reims | Première Division | 32    | 22     |
| 1972/73 | Stade de Reims | Première Division | 33    | 17     |
| 1973/74 | AS Monaco      | Première Division | 31    | 26     |
| 1974/75 | AS Monaco      | Première Division | 37    | 30     |
| 1975/76 | AS Monaco      | Première Division | 33    | 29     |
| 1976/77 | AS Monaco      | Division 2        | 32    | 30     |
| 1977/78 | AS Monaco      | Première Division | 35    | 29     |
| 1978/79 | AS Monaco      | Première Division | 34    | 22     |
| 1979/80 | AS Monaco      | Première Division | 30    | 21     |
| 1980/81 | Tours FC       | Première Division | 38    | 24     |
| 1981/82 | Tours FC       | Première Division | 38    | 29     |
| 1982/83 | Tours FC       | Première Division | 34    | 11     |
| 1983/84 | SC Toulon      | Première Division | 36    | 21     |
| 1984/85 | SC Toulon      | Première Division | 30    | 17     |
| 1985/86 | SC Toulon      | Première Division | 8     | 1      |

## Kariera trenerska
W 1990 r. został trenerem drużyny, w której spędził trzy ostatnie lata swojej kariery – SC Toulon i pracował tam przez jeden sezon. W latach 1992–1995 prowadził Paris FC.

## Osiągnięcia
- Mistrzostwo Premier Division (1): 1977/1978
- Puchar Francji (1): 1979/1980
- Król strzelców Premier Division (5): 1974/1975, 1979/1980, 1980/1981, 1981/1982, 1983/1984